# Tachina candens
Tachina candens là một loài ruồi trong họ Tachinidae.